# 2009년 조선민주주의인민공화국 핵 실험

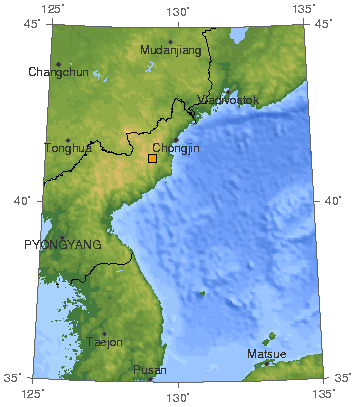
핵 실험 장소 (미국 지질조사국). 위치는 길주군 근처 41.306°N 129.029°E / 41.306; 129.029. 2009년 5월 25일 00:54:43 UTC 기준.

2009년 조선민주주의인민공화국 핵 실험(2009年朝鮮民主主義人民共和國核實驗)은 2009년 5월 25일에 조선민주주의인민공화국이 단행한 핵무기의 지하 핵 실험이다. 이는 2006년 10월에 단행한 첫 실험에 이은 두 번째 핵 실험이다. 핵 실험 이후 평양은 여러 번의 미사일 실험을 단행하기도 하였다.

## 폭발력
2009년 5월 25일, 새누리당 핵심관계자는 "북한 함경북도 길주 지역에서 규모 5.4의 지진이 발생했다고 하는데 지질자원연구원에서 인공 지진으로 추정했다"고 말했다.
2009년 5월 25일, 러시아 국방부는 북한의 2차 핵 실험의 폭발력이 20킬로톤(kt. 1kt는 TNT 폭약 1천t의 폭발력)에 달하는 것으로 확인하고 있다고 러시아의 이타르타스 통신이 보도했다.
2009년 5월 25일, 일본 기상청 지진파 감시과의 세키타 야스오(關田康雄) 과장은 기자회견에서 규모 5.3의 강진이 감지됐음을 밝히며 "지난번 핵 실험 때 일본 기상청이 관측한 지진 규모는 4.9로, 일반적으로 자연 지진일 경우 이번 에너지는 지난번의 4배에 해당한다"고 밝혔다.
독일 연방지질자원연구소(BGR) 분석
- 2006년 북한 1차 핵 실험, 규모 4.2, 핵출력 TNT 2 kt
- 2009년 북한 2차 핵 실험, 규모 4.8, 핵출력 TNT 13 kt
- 2013년 북한 3차 핵 실험, 규모 5.2, 핵출력 TNT 40 kt

2013년 북한 3차 핵 실험 당시, 대한민국 기상청은 "규모 4.9면 20kt 정도로 추정되며, 규모가 0.2가 상승한 5.1이면 50kt, 5.3이면 100kt까지 커진다"고 말했다.
2016년 9월 북한 5차 핵 실험 당시, 유럽지진센터가 측정한 규모는 5.3으로, 이를 폭발력으로 환산하면 30kt에 달한다. 정성윤 통일연구원 연구위원은 "핵 실험의 주변여건을 완벽히 통제할 경우 실제 폭발력보다 진도가 낮게 나올 수 있기 때문에, 실제 폭발력은 최대 30kt에 달할 수도 있다"고 말했다.
1962년 미국 네바다 핵 실험장의 세단 핵 실험은 핵출력 TNT 104 kt의 수소폭탄을 터뜨려, 리히터 규모 4.75의 인공지진이 발생했다.

## 같이 보기
- 2006년 조선민주주의인민공화국 핵 실험
- 2013년 조선민주주의인민공화국 핵 실험
- 2016년 1월 조선민주주의인민공화국 핵 실험
- 조선민주주의인민공화국의 대량살상무기 문제
- 6자 회담